# 坎昆
坎昆（西班牙語：Cancún，西班牙語發音：[kaŋˈkũn] 發音ⓘ），又名康昆，是墨西哥東南部城市，位於加勒比海沿岸，是世界著名度假勝地。
坎昆的氣候宜人，平均氣溫介乎26－36°C之間。1970年代，墨西哥政府主力把坎昆發展成度假勝地，現在每年有超過300萬人到坎昆旅遊，更包括一些名人明星等。坎昆有超過140家酒店，提供24000房間。23公里長的坎昆島是度假區的中心，部份度假酒店十分豪華，臨近加勒比海，海水清澈，在海裡游泳的魚亦清晰可見，不少旅客在這裡潛水或乘遊艇出海。坎昆附近有一些歷史遺跡。

## 交通
坎昆距離首都墨西哥城飛行時間約2.5小時，設有坎昆國際機場，每日平均有190航班。

## 大事記
在西班牙征服尤卡坦之后的几年里，多數玛雅人因疾病、战争和饥荒而死亡或离开，只在女人岛和科苏梅尔岛上留下了小规模的定居点。
1970年1月23日，坎昆仅有三名居民。1974年，墨西哥政府开始开发坎昆。
2003年9月10日-9月14日，世界貿易組織第五次部長級會議在坎昆舉行，會議未能達成協議。
2005年10月22日，颶風威爾瑪吹襲墨西哥，並對坎昆及其旅遊業造成嚴重破壞。
2010年后，坎昆的贩毒和谋杀逐渐猖獗，洛斯哲塔斯控制了从尤卡坦到美国的贩毒路线。
2018年，坎昆的谋杀率超过墨西哥国内平均水平。

## 周邊景點
- 奇琴伊察
- 圖盧姆
- 女人島
- 錫安卡恩
- 卡拉克穆爾

## 外部連結
- All About Cancun（页面存档备份，存于）